# Përparim Hetemaj
Përparim Hetemaj (* 12. prosince 1986 Skënderaj) je finský profesionální fotbalista kosovského původu, který hraje na pozici středního záložníka za finský klub Helsingin Jalkapalloklubi. Mezi lety 2009 a 2017 odehrál také 48 utkání v dresu finské reprezentace, ve kterých vstřelil 4 branky.

## Klubová kariéra
Hetemaj se narodil ve městě Srbica v Jugoslávii (dnešní Skënderaj na území Kosova). Ve Finsku hrál za HJK Helsinki, s nímž vyhrál v roce 2006 finský fotbalový pohár.
Poté odešel do zahraničí, kde hrál postupně za řecké kluby AEK Athény a Apollon 1926 FC (zde hostoval), nizozemský FC Twente a italské Brescia Calcio a AC Chievo Verona.

## Reprezentační kariéra
Përparim Hetemaj působil ve finském reprezentačním výběru v kategorii do 21 let. Zúčastnil se se svým bratrem Mistrovství Evropy hráčů do 21 let 2009 ve Švédsku, kde mladí Finové skončili bez bodu na posledním čtvrtém místě základní skupiny B.
V A-mužstvu Finska debutoval (opět se svým bratrem Mehmetem) v přátelském utkání s Japonskem, které se odehrálo 4. února 2009 v Tokiu (prohra Finska 1:5). Përparim se dostal na hrací plochu v 85. minutě.

## Osobní život
Jeho mladším bratrem je fotbalista Mehmet Hetemaj.